# マダムジュジュ
マダムジュジュは、小林製薬が販売する日本の化粧品および化粧品ブランド。

## 概要
マダムジュジュは、ジュジュ化粧品が1950年（昭和25年）に発売を開始。イメージタレントは木暮実千代。キャッチコピーは「25歳以下の方はお使いになってはいけません」というもので、年齢別化粧品の先駆けとなった。終戦から5年が経過し、身の回りを気にする余裕ができた女性に大ヒットした。その後、若者向けに「ミスジュジュ」、高齢者向けに「強力マダムジュジュ」が発売された。
2013年（平成25年）、ジュジュ化粧品は小林製薬の子会社となり、マダムジュジュは小林製薬のブランドの一つとなった。ジュジュ化粧品は2020年（令和2年）に吸収合併されて消滅している。